# Puncagijn Süchbat
Puncagijn Süchbat (mong. Пунцагийн Сүхбат; ur. 27 sierpnia 1964 w somonie Bajan-Owoo, zm. 29 maja 2015) – mongolski zapaśnik w stylu wolnym. Dwukrotny olimpijczyk. Ósmy w Seulu 1988 i czwarty w Barcelonie 1992. Startował w kategorii 82–90 kg.
Dwukrotny uczestnik mistrzostw świata, zajął dziesiąte miejsce w 1991. Złoty medal na igrzyskach azjatyckich w 1990 i szósty w 1994. Najlepszy na mistrzostwach Azji w 1989 i 1992, brąz w 1993. Czwarty w Pucharze Świata w 1986 roku.